# Máquina de Turing de 2 estados e 3 símbolos de Wolfram
Em seu livro A New Kind of Science, Stephen Wolfram descreveu uma máquina de Turing de cinco cores e dois estados; e conjecturou que uma máquina de Turing particular de dois estados e três cores (de agora em diante, máquina de Turing (2,3))  poderia também ser universal.
Em 14 de maio de 2007, Wolfram anunciou um prêmio de $25,000 para a primeira pessoa que aprovasse ou desaprovasse a universalidade de uma máquina de Turing (2,3). De acordo com Wolfram, a proposta do prêmio era encorajar a pesquisa para ajudar a responder questões fundamentais associadas com a estrutura do que ele chama de "universo computacional". Em 24 de outubro de 2007, foi anunciado que o prêmio teria sido vencido por Alex Smith, um estudante de computação e eletrônica na Universidade de Birmingham.

## Descrição
Em cada estado, a máquina lê um bit sob a cabeça e executa a instrução na seguinte tabela (onde Pn imprime o bit n; E e D são esquerda e direita, respectivamente; e A e B significam "troca de estado").
|   | A      | B      |
| - | ------ | ------ |
| 0 | P1,D,B | P2,E,A |
| 1 | P2,E,A | P2,D,B |
| 2 | P1,E,A | P0,D,A |
A máquina de Turing (2,3):
- Não tem estado de parada;
- É trivialmente relacionada a 23 outras máquinas pelas trocas de estados, cores e direções.

Minsky (1967) brevemente argumenta que as máquinas padrões (2,2) não podem ser universais; embora, parece que a máquina de Turing (2,3) seria a menor máquina de Turing universal possível (em termos de estados * (vezes) número de símbolos). Entretanto, os resultados não são diretamente comparáveis, por que Minsky apenas considera máquinas as quais explicitamente param, o que a (2,3) não faz. Geralmente, quase todas as definições formais da máquina de Turing diferem em detalhes irrelevantes ao seus poderes, mas talvez relevantes ao que pode ser expressado usando um dado número de estados e símbolos; não existe uma única definição formal padrão. A máquina de Turing (2,3) também requer uma entrada infinita sem repetições, novamente fazendo uma comparação direta à problemática das máquinas de Turing pequenas. Portanto, achou-se que poderia ser verdade que a máquina (2,3) é de alguma forma a "menor máquina de Turing universal possível”, isso não tem sido estritamente provado; e a alegação disso está aberta a debates.
O estado da cabeça (com a gota para cima ou para baixo) e o padrão da cor (laranja ,amarelo e branco) em uma dada linha depende unicamente no contexto da linha imediatamente acima dela.
Mesmo achando que a máquina tem uma cabeça com apenas dois estados e a fita que pode guardar apenas três cores (dependendo do conteúdo inicial dessa), a saída da máquina pode ainda ser notavelmente complexa

## Prova da universalidade
Em 24 de outubro de 2007, foi anunciado pela companhia Wolfram Research (sem a aprovação da comissão julgadora) que Alex Smith, um estudante de eletrônica e computação na Universidade de Birmingham, provou que a máquina de Turing (2,3) é universal e ganhou o prêmio de Wolfram descrito acima. Martin Davis notou em uma publicação do FOM mailing list que:
"Pelo tanto que eu sei, nenhum membro da comissão tem passado na validação desta prova de 40 páginas. A determinação de que a prova de Smith está correta parece ter sido feita inteiramente pela organização Wolfram. Meu entendimento é de que as Entradas e saídas envolvem codificações complexas."
A prova mostrou que a máquina é equivalente a uma variante de um sistema de tag já conhecido por ser universal. Smith primeiro construiu uma sequência de regras, mostrando que a máquina de turing (2,3) é capaz de computações finitas arbitrárias. Ele em seguida empregou uma nova abordagem para estender esta construção a computações ilimitadas. A prova procede em dois estágios. A primeira parte simula a evolução finita de qualquer sistema de tag de duas cores cíclico. A simulação é composta de séries de emulações envolvendo os sistemas de regras indexada 'system 0' através do 'system 5'. Cada sistema de regras simula a próxima em uma sequência. Smith, em seguida, mostrou que apesar da condição inicial da máquina de Turing (2,3) não ser repetitiva, a construção desta condição inicial não é universal. Por isso, a máquina (2,3) é universal.
Vaughan Pratt disputou a corretude desta prova em uma lista de discussão pública, notando que técnicas similares poderiam permitir ao autômato linearmente limitado (ou ALL) ser universal, o qual entraria em contradição com o já conhecido resultado da não universalidade devido a Noam Chomsky.
Alex Smith entrou na lista de discussão após esta mensagem e respondeu no dia seguinte, explicando que um ALL requereria ser reiniciado manualmente para se tornar universal usando a mesma configuração inicial, enquanto sua construção reinicia a máquina de Turing automaticamente sem nenhuma intervenção. Discussões sobre a prova continuaram por um tempo entre Alex Smith, Vaughan Pratt e outros.
Wolfram reivindica que a prova de Smith é outro pedaço da evidência ao Princípio geral de Wolfram de "Equivalência Computacional" (PCE). Esse princípio afirma que se alguém vê um comportamento que não é obviamente simples, o comportamento corresponderá a computação que está em sentido "maximamente sofisticado". A prova de Smith desencadeou um debate sobre as condições precisas operacionais que uma máquina de Turing deve satisfazer, a fim de que ela seja candidata à máquina universal.
A máquina de Turing universal (2,3) tem aplicações concebíveis. Por exemplo, uma máquina que é pequena e simples pode ser incorporada ou construída usando um pequeno número de partículas ou moléculas. Mas o algoritmo "compilador" de Smith implica não produzir código compacto ou eficiente, pelo menos para qualquer coisa exceto casos simples. Portanto, o código resultante tende a ser astronomicamente grande e muito ineficiente. Determinar se existem mais códigos eficientes que permitam que a máquina (2,3) compute mais rapidamente é uma questão em aberto.